# Heliconius cydno
Heliconius cydno är en fjärilsart som beskrevs av Doubleday 1847. Heliconius cydno ingår i släktet Heliconius och familjen praktfjärilar. Inga underarter finns listade i Catalogue of Life.

## Bildgalleri

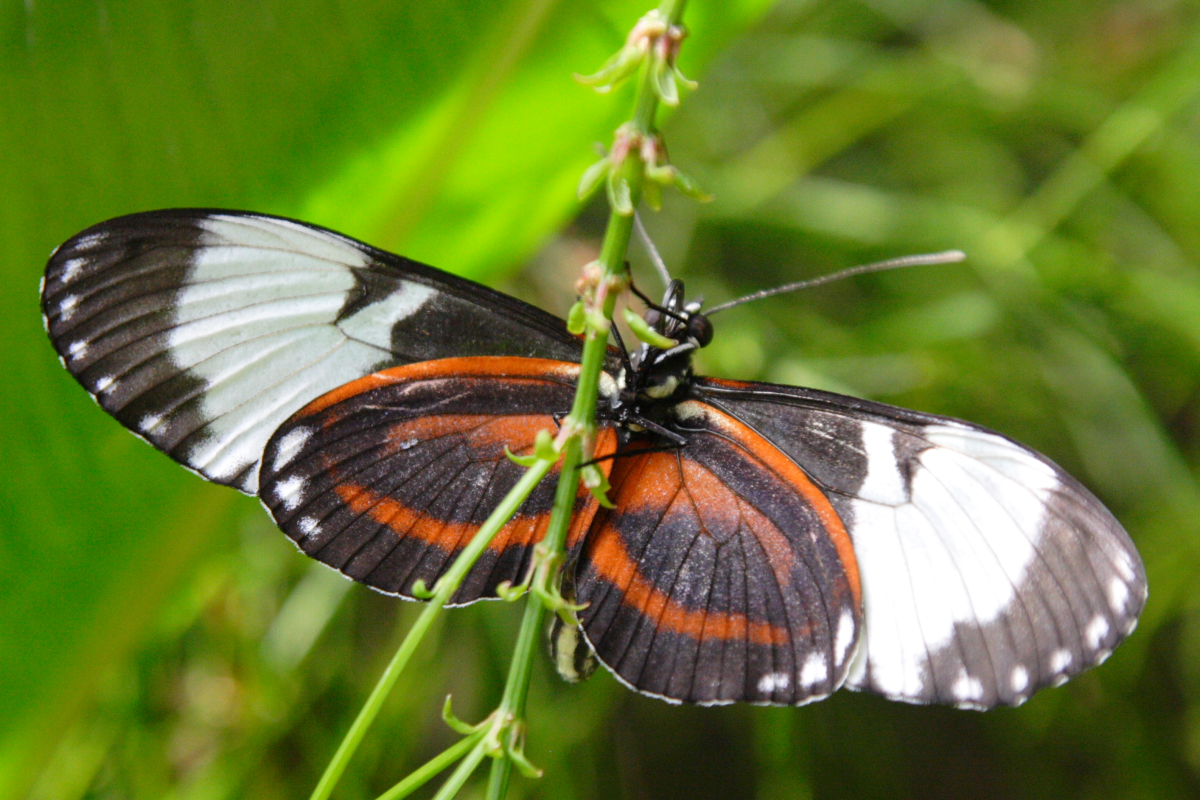